# Jean-Jacques Martel
Pour l’article homonyme, voir Martel.
Jean-Jacques Martel, né le 3 janvier 1927 à Baie-du-Febvre et mort le 3 février 2005, est un courtier d'assurance et homme politique québécois.

## Biographie
Né à Baie-du-Febvre dans la région du Centre-du-Québec, il aide à établir la Northern Mining Explorations en 1954.
Candidat du Parti progressiste-conservateur du Canada dans la circonscription fédérale de Chapleau en 1957, il est défait par le libéral Charles-Noël Barbès. Élu en 1958, il est défait en 1962 par le créditiste Gérard Laprise et dans Abitibi en 1979 par le créditiste Armand Caouette.

## Archives
Des archives en lien avec Jean-Jacques Martel sont conservés à la Société d'histoire d'Amos.